# 귀를 기울이면 (만화)
《귀를 기울이면》(일본어: 耳をすませば 미미오 스마세바[*])은 일본의 만화가인 히이라기 아오이의 만화 작품이다.

## 만화

### 귀를 기울이면
〈리본〉 1989년 8월호 ~ 11월호에 연재. 1990년, 리본 마스코트 코믹스에서 단행본화. 2005년, 문고본(코믹판) 발매. 전 1권. 〈귀를 기울이면~행복한 시간~〉 동시 수록.

### 귀를 기울이면 행복한 시간
〈리본 오리지널〉 1995년 8월호에 게재. 1996년, 리본 마스코트 코믹스에서 단행본화. 전 1권. 〈도라지꽃이 필 무렵〉 동시 수록.

## 등장인물
츠키시마 시즈쿠
목소리 - 혼나 요코
주인공. 무카이하라 중학교 3학년(만화판은 중학교 1학년)
《고양이의 보은》은 그녀가 쓴 이야기라는 설정이다.
아마사와 세이지
목소리 - 타카하시 잇세이
무카이하라 중학교 3학년
문
시즈쿠가 도서관에 갈 때 같은 전차에 탔던 고양이.
츠키시마 세이야
목소리 - 타치바나 타카시
시즈쿠의 아버지. 45세.
츠키시마 아사코
목소리 - 무로이 시게루
시즈쿠의 어머니. 43세.
츠키시마 시오
목소리 - 야마시타 요리에
시즈쿠의 언니. 18세. 대학교 1학년.
훈베르트 폰 짓킨겐 남작
목소리 - 츠유구치 시게루
니시 시로가 독일에서 가져온 고양이 인형. 통칭 바론. 시즈쿠가 쓴 이야기의 주인공. 《고양이의 보은》에도 재등장한다.
니시 시로
목소리 - 코바야시 케이쥬
치큐야의 주인으로, 세이지의 할아버지. 80세.
키타
목소리 - 스즈키 토시오
니시의 친구. 70세.
미나미
목소리 - 이노우에 나오히사
니시의 친구. 60세.
코사카 선생님
목소리 - 타카야마 미나미
무카이하라 중학교의 보건실 선생님.
하라다 유코
목소리 - 요시야마 마이코
시즈쿠의 친구. 무카이하라 중학교 3학년. 14세.
스기무라
목소리 - 나카지마 요시미
시즈쿠의 친구. 무카이하라 중학교 3학년으로, 야구부 소속. 14세.
하라다 유코의 아버지
목소리 - 나카무라 하루히코
유코의 아버지.
키누요
목소리 - 이이즈카 마유미
시즈쿠의 친구. 무카이하라 중학교 3학년.
나오
목소리 - 치바 마이
시즈쿠의 친구. 무카이하라 중학교 3학년.

## 소설
히이라기 아오이의 만화를, 타나카 마사미가 소설화한 것으로, 1995년 6월에 슈에이샤 코발트 분코로부터 출판되었다.

## 같이 보기
- 다마시
- 게이오 전철
- 세이세키사쿠라가오카 역
- 무사시노시
- Take Me Home, Country Roads
- 이로하자카
- 쿠라가오카